# Relações entre Iugoslávia e Santa Sé
As relações entre Iugoslávia e Santa Sé eram relações bilaterais históricas entre a agora dividida a Iugoslávia (tanto o Reino da Iugoslávia quanto a República Federal Socialista da Iugoslávia) e a Santa Sé.
A República Federal Socialista da Iugoslávia era o único Estado socialista do Leste Europeu com o qual a Santa Sé mantinha relações diplomáticas oficiais. Apesar das divergências sobre as questões internas da Iugoslávia (que levaram à cessação temporária das relações em 1952) relações estreitas foram estabelecidas no contexto de um estreito entendimento internacional sobre suas respectivas políticas para o Sul Global e do confronto com os enormes desafios dos países em desenvolvimento.

## História

### Reino da Iugoslávia
Antes da criação da Iugoslávia, a Santa Sé assinou sua concordata com o Reino da Sérvia em 1914, pouco antes do início da Primeira Guerra Mundial. As relações diplomáticas regulares entre a Santa Sé e o Reino dos Sérvios, Croatas e Eslovenos foram estabelecidas em 1920. Na época do censo de 1921, 39% dos cidadãos iugoslavos se declararam católicos romanos, que era a segunda maior denominação, atrás apenas de 48% dos ortodoxos orientais. O novo reino pretendia assinar uma nova concordata com o Vaticano com o apoio da liderança étnica croata. No entanto, Stjepan Radić se opôs à ideia, acusando o papa de apoiar o irredentismo italiano e defendendo a ideia de uma Igreja Católica Croata independente. Após o assassinato do rei Alexandre I da Iugoslávia na França em 1934, a Iugoslávia e a Santa Sé assinaram a nova concordata em 1935. A Igreja Ortodoxa Sérvia acusou o Estado de conceder privilégios aos católicos romanos que não eram desfrutados por nenhuma outra denominação. A Igreja Ortodoxa, portanto, iniciou atividades para pressionar a retirada do acordo no qual alertou os membros ortodoxos do Parlamento da Iugoslávia a votarem contra a concordata. O patriarca sérvio Varnava morreu no dia da ratificação da concordata em 1937, o que levou a uma nova crise política e à retirada iugoslava do acordo no final daquele ano.

### Segunda Guerra Mundial e os anos imediatos do pós-guerra
O envolvimento do clero católico com os Ustaše no Estado Independente da Croácia (NDH), um estado fantoche nazista criado no território do Eixo, a Iugoslávia ocupada causou controvérsia significativa e levou a retaliações no pós-guerra. Novas autoridades proibiram o ensino do catecismo nas escolas públicas, privaram grandes propriedades da igreja e baniram alguns jornais religiosos, o que foi considerado uma violação das liberdades religiosas. O Vaticano condenou as políticas iugoslavas e, em particular, o tratamento iugoslavo do caso Aloysius Stepinac. Quando em 1952 Aloysius Stepinac foi declarado cardeal da Arquidiocese Católica Romana de Zagreb, a Iugoslávia decidiu cancelar suas relações com a Santa Sé.

### República Socialista Federativa da Iugoslávia
Em 1967, a Iugoslávia normalizou suas relações com a Santa Sé e o Papa Paulo VI, com o presidente da Iugoslávia, Josip Broz Tito, trabalharam juntos para alcançar a paz no Vietnã. Em março de 1971, o presidente Tito visitou a Santa Sé e o Papa Paulo VI, tornando-se assim o primeiro líder de uma república socialista a vir à Santa Sé em visita oficial. O diário L'Osservatore Romano do Vaticano dirigiu as palavras de boas-vindas ao Presidente em sua primeira página com as palavras "Saudações, Presidente Tito". Segundo o diplomata croata e analista do Vaticano Vjekoslav Cvrlje, primeiro embaixador da Iugoslávia junto à Santa Sé, o presidente Tito recebeu atenção especial do Papa. Quando Tito chegou ao aeroporto Ciampino, foi saudado pelo cardeal Giovanni Benelli e muitos outros altos funcionários do Vaticano.
Em 1977, o Papa Paulo VI, referindo-se ao papel da Iugoslávia no Movimento dos Não-Alinhados, expressou sua apreciação pela atividade da Iugoslávia na busca de uma melhor cooperação entre as nações, particularmente nas questões relativas à paz, desarmamento e o apoio devido aos países em desenvolvimento. O secretário do Conselho de Assuntos Públicos da Igreja, Achille Silvestrini, chefiou a delegação da Santa Sé no funeral de estado de Josip Broz Tito em 1980.

### Separação na Iugoslávia
A Santa Sé, liderada pelo Papa João Paulo II, desempenhou um papel proeminente no processo que levou ao reconhecimento da independência da República Constituinte Iugoslava da Croácia e da Eslovênia, e concedeu seu reconhecimento formal em 13 de janeiro de 1992 (intenção já anunciada em 20 de dezembro de 1991), dois dias antes do reconhecimento pelos estados-membros da Comunidade Econômica Europeia.